# تازه‌کند لقمان‌آباد
این روستا از خاندان  رستمی  تشکیل شده است اغلب ساکنان
روستا به دامداری و کشاورزی مشغول اند.
تازه کند لقمان آباد یک روستا در کشور ایران است که در استان اردبیل واقع شده‌است. از روستا های اطراف و همسایه تازه کند لقمان آباد میتوان به آقبلاغ مصطفی خان ، خلیفه لو قشلاقی ، جابلو ، سعید آباد را نام برد و با شهر آبی بیگلو نیز همسایه و هممرز هست 

## مسجد جامع حضرت ابوالفضل (ع)
این مسجد در روستای تازه کند لقمان آباد واقع شده است.
این مسجد به دست خیرین بزرگ روستا یعنی مرحوم حاجی قدرت رستمی و مرحوم حاجی تابدوق رستمی ساخته شده است.

## آرامگاه کنار این مسجد
در کنار این مسجد قبرستانی وجود دارد که طبق وصیت و آرزوی زنده یاد حاجی قدرت رستمی و توسط فرزند وی مرحوم حاج قربان رستمی  وقف و احداث گردید.
مرحوم حاجی قدرت رستمی اولین نفری است که در این قبرستان به خاک سپرده شده و آرامش گرفته است.

## مردم شناسی
مردم این روستا از سه طایفه رستمی و صابری و دارافکن تشکیل شده است.
تمام اهالی این روستا با هم فامیل هستند.
شغل مردم این روستا کشاورزی و دامداری است.
هوای معتدل و خنک و کوهستانی دارد
کشت و زرع سیب زمینی و چغند قند و افتابگردان و ذرت و زراعت گندم و جو و عدس و سیاه دانه و نخود و لوبیا  و تولیدات علوفه ای  ساده و یونجه و کاه و بسته بندی و سایر 
چشمه های طبیعی و رودخانه های طبیعی و مسیل و نهرهای فصلی و تالاب ها بدلیل وجود چاه های عمیق غیر مجاز برای انتقال اب شرب به شهر اردبیل و نمین و عدم بارش برف و باران خشک شده است و طبیعت طبیعی نابود و ازبین رفته است 

## شهداء
شهید والامقام مرحوم عزیز صابری از شهدای انقلاب اسلامی در جنگ تحمیلی عراق در دفاع ارمان های اسلامی و دفاع از خاک و آب و وطن و ناموس کشورمان با افتخارات و رشادت های بجا مانده در جنگ  به درجه شهادت رسیده است که از نوادگان طایفه قیرخ هاچارلی ها و از اهالی روستا می باشد   
و سرهنگ پاسدار حاج قربان صابری نیز از نوادگان طایفه فوق بوده که باعث افتخار است    
ورشکاران :  اقای علی رستمی  در رشته کوهنوردی با کسب مقام های باعث افتخار ورزشکاران و منطقه و اهالی است و همچنین اقای محرم رستمی نیز در رشته کاراته و تکواندو با کسب مقام های باعث افتخار اهالی و ورزشکاران است  و همچنین اقای بهزاد دارافکن با کسب مقام های در رشته ووشو  باعث افتخار کشور و استان و منطقه و اهالی است و از اعضای هیات وشوی استات اردبیل می باشد و همچنین اقای جابر رستمی نیز با کسب مقام های در رشته تکواندو و کاراته باعث افتخار است و همچنین اقای احمد رستمی با کسب مقام های در رشته شنای زیر آبی باعث افتخار است    